# بوعز بن يهوشافاط
بوعز بن يهوشافاط (بالعبرية: בעז בן יהושפט) هو حاخام يهودي عراقي وزعيم اليهودية القرائية وابن يهوشافاط بن شاول وحفيد شاول بن عنان. عاش في العراق خلال أوائل القرن التاسع وعاصر الدولة العباسية. وكان رأس الجالوت الرابع لحركة اليهودية القرائية الوليدة. خلفه داود بن بوعز.